# Кенг-Кюёль (Абыйский улус)
Кенг-Кюёль (якут. Киэҥ Күөл) — село в Абыйском улусе Якутии России. Административный центр и единственный населённый пункт Уолбутского наслега.

## Этимология
Название села переводится с якутского языка как широкое озеро.

## География
Село находится за Северным полярным кругом, в арктической тундровой зоне, на расстоянии 80 км к юго-востоку от посёлка городского типа Белая Гора, административного центра улуса.

## История
С 30 ноября 2004 года село образует Уолбутский наслег.

## Население
| 2002 | 2010 | 2011 | 2012 | 2013 | 2014 |
| ---- | ---- | ---- | ---- | ---- | ---- |
| 265  | ↘255 | →255 | ↘240 | ↘224 | ↘221 |
| 2015 | 2016 | 2017 | 2018 | 2019 | 2020 |
| ↘212 | ↘209 | ↘207 | ↘205 | ↘203 | ↘198 |
| 2021 |      |      |      |      |      |
| →198 |      |      |      |      |      |

## Улицы
| - ул. Дохунаева Д.Ф. - ул. Дьяконовой П.А. - ул. Жиркова М.П. - ул. Жиркова С.П. | - ул. Маркова С.Ф. - ул. Новикова В.П. - ул. Слепцова Е.Г. - ул. Слепцова И.Х. |

## Экономика
В селе действует хозяйственный центр коллективного сельскохозяйственного предприятия, ведущего традиционные отрасли хозяйства — оленеводство и промыслы (рыбный и пушной).

## Ссылка
- sakha.gov.ru — официальный сайт информационного портала Республики Саха (Якутия)
- № 0124877 / Реестр наименований географических объектов на территорию Республики Саха (Якутия) по состоянию на 13.12.2018 // Государственный каталог географических названий / rosreestr.ru.
- Лист карты R-55-136.